# Enlightened
Enlightened (ou Illuminée au Québec) est une série télévisée américaine en 18 épisodes d'environ 30 minutes créée par Mike White et diffusée entre le 10 octobre 2011 et le 3 mars 2013 sur HBO ainsi que sur HBO Canada.
Au Québec, la série est diffusée depuis le 12 février 2012 sur Super Écran puis à partir du 26 mars 2013 sur Moi & Cie Télé et en France depuis le 10 mars 2012 sur Orange Cinénovo et en 2014 sur la chaîne Jimmy. En Belgique et au Luxembourg, elle a été diffusée sur BeTV.

## Synopsis
Cette série met en scène Amy, une femme auto-destructrice qui décide, après un éveil spirituel, de changer radicalement sa vie et de la rendre plus lumineuse. Cette décision bouleversera tout son entourage.

## Distribution

### Acteurs principaux
- Laura Dern (VF : Laurence Charpentier) : Amy Jellicoe
- Luke Wilson (VF : Rémi Bichet) : Levi, l'ex-mari d'Amy
- Diane Ladd (VF : Mireille Delcroix) : Helen Jellicoe, La mère d'Amy
- Timm Sharp (en) (VF : Jérôme Pauwels) : Dougie, le patron d'Amy
- Sarah Burns (VF : Julie Jacovella) : Krista Jacobs

### Acteurs récurrents
- Amy Hill (VF : Béatrice Delfe) : Judy Harvey
- Charles Esten (VF : Nessym Guetat) : Damon Manning, l'ex-patron d'Amy
- Mike White (VF : Laurent Mantel) : Tyler
- Jason Mantzoukas (VF : Thierry Kazazian) : Omar
- Michaela Watkins (VF : Louise Lemoine Torrès) : Janice
- Riki Lindhome (VF : Anouck Hautbois) : Harper
- Bayne Gibby (VF : Annabelle Roux) : Connie
- John Shere (VF : Bertrand Arnaud) : Louis
- Michael Lawson (VF : Benjamin Gasquet) : Harris
- Travis Heaps (VF : Benoît Lemaire) : Steve Jacobs
- Dermot Mulroney (VF : Alexis Victor) : Jeff Flender (saison 2)
- Molly Shannon (VF : Ninou Fratellini) : Eileen (saison 2)
- James Rebhorn (VF : Olivier Chauvel) : Charles Szidon (saison 2)
- Ashley Hinshaw : Danielle (saison 2, épisode 3)

Version française réalisée par la société de doublage Mediadub International, sous la direction artistique de Magali Barney. Adaptation des dialogues de Valérie Marchand
Source VF : Doublage Séries Database

## Production
Le projet de Laura Dern et Mike White pour HBO a débuté en août 2009, qui a commandé un pilote le mois suivant.
Le casting a débuté en novembre 2009, avec Sarah Burns, suivis en janvier par Luke Wilson, Diane Ladd, Amy Hill et Charles Esten. En avril 2010, HBO commande la série pour neuf épisodes.
En juin 2010, Mos Def décroche le rôle de Dougie, mais fut remplacé le mois suivant par Timm Sharp (en).
Le 20 décembre 2011, la série a été renouvelée pour une deuxième saison composée de dix épisodes.
Pour cette deuxième saison, de nouveaux rôles sont attribués à Molly Shannon, Dermot Mulroney et Ashley Hinshaw.
Le 19 mars 2013, la série a été officiellement annulée.

## Épisodes

### Première saison (2011)
| N° | #  | Titre français           | Titre original          | Réalisation       | Scénario                 | 1er diffusion US | Audiences US |
| -- | -- | ------------------------ | ----------------------- | ----------------- | ------------------------ | ---------------- | ------------ |
| 1  | 1  | Révélation               | Pilot                   | Mike White        | Mike White et Laura Dern | 10 octobre 2011  | 210 000      |
| 2  | 2  | Maintenant ou jamais     | Now or Never            | Miguel Arteta     | Mike White               | 17 octobre 2011  | 198 000      |
| 3  | 3  | La Vie des autres        | Someone Else's Life     | Miguel Arteta     | Mike White               | 24 octobre 2011  | 231 000      |
| 4  | 4  | Le Week-end              | The Weekend             | Mike White        | Mike White               | 31 octobre 2011  | 134 000      |
| 5  | 5  | Ces mères déficientes    | Not Good Enough Mothers | Nicole Holofcener | Mike White               | 7 novembre 2011  | 95 000       |
| 6  | 6  | Sandy                    | Sandy                   | Jonathan Demme    | Mike White               | 14 novembre 2011 | 155 000      |
| 7  | 7  | Fantômes solitaires      | Lonely Ghosts           | Jonathan Demme    | Mike White               | 21 novembre 2011 | 117 000      |
| 8  | 8  | Camarades unissez-vous ! | Comrades Unite!         | Miguel Arteta     | Mike White               | 28 novembre 2011 | 151 000      |
| 9  | 9  | Le Regard d'Helen        | Consider Helen          | Phil Morrison     | Mike White               | 5 décembre 2011  | 189 000      |
| 10 | 10 | Mettre le feu            | Burn It Down            | Miguel Arteta     | Mike White               | 12 décembre 2011 | 263 000      |

### Deuxième saison (2013)
Elle a été diffusée à partir du 13 janvier 2013.
| N° | # | Titre français                  | Titre original    | Réalisation       | Scénario   | 1er diffusion US | Audiences US |
| -- | - | ------------------------------- | ----------------- | ----------------- | ---------- | ---------------- | ------------ |
| 11 | 1 | La Clé                          | The Key           | Nicole Holofcener | Mike White | 13 janvier 2013  | 300 000      |
| 12 | 2 | Un air de vengeance             | Revenge Play      | Mike White        | Mike White | 20 janvier 2013  | 202 000      |
| 13 | 3 | Puissance supérieure            | Higher Power      | Mike White        | Mike White | 27 janvier 2013  | 247 000      |
| 14 | 4 | Suivez-moi                      | Follow Me         | Mike White        | Mike White | 2 février 2013   | 204 000      |
| 15 | 5 | Le fantôme est visible          | The Ghost is Seen | James Bobin       | Mike White | 10 février 2013  | 217 000      |
| 16 | 6 | Tout ce que j'ai toujours voulu | All I Ever Wanted | Todd Haynes       | Mike White | 17 février 2013  | 272 000      |
| 17 | 7 | Aucun doute                     | No Doubt          | David Michôd      | Mike White | 24 février 2013  | 126 000      |
| 18 | 8 | Agent du changement             | Agent of Change   | Mike White        | Mike White | 3 mars 2013      | 220 000      |